# Monodactylus sebae
Monodactylus sebae är en fiskart som först beskrevs av Cuvier 1829.  Monodactylus sebae ingår i släktet Monodactylus och familjen Monodactylidae. Inga underarter finns listade i Catalogue of Life.